# Lívia Santana e Sant’Anna Vaz
Lívia Santana e Sant’Anna Vaz é uma jurista brasileira, que atua como promotora de Justiça. Ela é coordenadora do Grupo de Atuação Especial de Proteção dos Direitos Humanos e Combate à Discriminação (GEDHDIS) do Ministério Público do Estado da Bahia (MP-BA). Destaca-se sua atuação em relação a temas como feminicídio e igualdade racial.
Por sua atuação na defesa dos direitos humanos, foi alvo de ofensas e ameaças, em 2017.

## Reconhecimento
Por conta de sua atuação contra a discriminação social, em especial de mulheres e negros, foi reconhecida com a Comenda Maria Quitéria, em 2017. Trata-se de um reconhecimento oficial para mulheres de destaque em ações que beneficiaram a população da Bahia. Na ocasião do recebimento solene da comenda, a promotora prestigiada disse:
| “ | Não queremos só cotas raciais e uma legislação que não é implantada; queremos respeito. Não queremos a Lei Maria da Penha no papel; queremos nossas mulheres vivas. Não queremos que pessoas sejam mortas pela LGBTfobia. | ” |

Em 2023, um grupo de entidades representantes do movimento negro , com apoio de dezenas de entidades de juristas, incluiu Lívia Santana em uma listra tríplice de indicação de juízas negras para integrarem o STF na vaga da ministra Rosa Weber, que atinge a idade de aposentadoria compulsória em setembro deste ano. A lista também inclui as juristas Adriana Cruz e Soraia Mendes. O movimento tem como objetivo apoiar a indicação de uma mulher negra para o STF pela primeira vez em seus 132 anos de história.